# Centrum eksploatacji i utrzymania sieci
Centrum eksploatacji i utrzymania sieci (ang. operation and maintenance center, OMC) – jednostka odpowiedzialna za nadzór nad prawidłowym funkcjonowaniem poszczególnych elementów sieci telekomunikacyjnej. Dodatkowym zadaniem OMC jest rozbudowa istniejącej infrastruktury (m.in. dodawanie nowych elementów, zmiany konfiguracji połączeń między różnymi punktami sieci, zmiany relacji sąsiedztw itp.).
W większych sieciach nadzorem nad siecią zajmuje się zazwyczaj kilka regionalnych działów OMC które nadzorują działanie sieci przez 8 godzin dziennie a w pozostałym czasie nadzór nad całą siecią sprawuje NMC (ang. Network Management Center). Zdarza się również, że pracownicy OMC (inżynierowie OMC) pełnią nocne i weekendowe dyżury telefoniczne tj. są zobowiązani na telefoniczne wezwanie stawić się w pracy.
Najważniejszym zadaniem OMC jest monitorowanie pracy sieci i reagowanie na awarie. Podstawowym narzędziem pracy są aplikacje umożliwiające monitorowanie i zarządzanie siecią (tzw. OSS, ang. Operation Support System). Za ich pomocą inżynierowie OMC mogą:
- Śledzić alarmy generowane przez poszczególne elementy sieci. Zwykle poszczególne alarmy, pojawiają się z krótkim opisem, kodem jednoznacznie określającym rodzaj alarmu i priorytetem, który pozwala ocenić stopień zagrożenia dla prawidłowego funkcjonowania węzła sieci. Dostawca infrastruktury telekomunikacyjnej udostępnia operatorowi dokumentację, która dla każdego alarmu powinna opisywać, prawdopodobne przyczyny jego powstania i akcje które należy wykonać aby je usunąć.
- Śledzić ostrzeżenia, które nie są bezpośrednio związane z nieprawidłowym funkcjonowaniem elementów infrastruktury telekomunikacyjnej, ale mogą być powodem do dalszej analizy i ewentualnych decyzji do podjęcia jakichś akcji.
- Obserwować stan sieci, w postaci zmieniających się parametrów związanych z poszczególnymi elementami infrastruktury telekomunikacyjnej.
- Generować statystyki i pomiary, które mogą być wykorzystywane do prac nad planowaniem rozwoju sieci, lub do przewidywania potencjalnych problemów, które mogą nastąpić w przyszłości.
- Zmieniać parametry elementów infrastruktury telekomunikacyjnej, definiować/konfigurować nowe węzły sieci.
- Zdalnie udzielać wsparcia inżynierom pracującym w terenie.
- Zarządzać i monitorować wejścia osób uprawnionych do pomieszczeń, w których mieszczą się poszczególne węzły sieci.